# Karen Juantorena
Karen Juantorena Foyo (La Habana, Cuba; 5 de diciembre de 1982), más conocida por su nombre artístico Karenka, es una actriz, cantante y compositora cubana. Dejó su país natal a los 11 años junto a su madre, para estudiar y graduarse en el Instituto Nacional de Bellas Artes de México.

## Carrera artística

### Cantante
Karenka formó parte de la agrupación coreográfico vocal Mestizzo, en donde se destacaba como su voz líder y grabó el Álbum Baila Morena en Miami en los estudios de Emilio Estefan, junto a esta agrupación a su corta edad de 17 años dio conciertos por muchos países, incluyendo, Francia en el festival de televisión de Cannes donde cantaron para el príncipe Alberto de Mónaco. Participó en DKDA Sueños de juventud, Primer amor a 1000 x hora y Clase 406.
Además de componer para sus discos ha compuesto temas para artistas tales como Alejandro Fernández, Reyli Barba (del cual fue pareja durante 8 años), Belinda, Alejandra Guzmán, Luis Fonsi, Maia, Banda Tigrillos entre otros.[cita requerida] El primer álbum debut de Karenka como solista, Todo es Posible, grabado en Italia, se colocó con sus dos primeros sencillo «Volver a verte» y «Te vas» en los primeros 15 lugares de radio en México.[cita requerida] Mismo que obtuvo nominación en los premios Monitor Latino como Revelación del año.[cita requerida]

### Actriz
En 2003 participa en la telenovela Clap...El lugar de tus sueños, del productor Roberto Gómez Fernández, en donde interpreta a Daniela.

### Modelo
En abril de 2015 publica fotos sensuales en sus redes sociales, mismas que llamaron la atención y le captó bastantes seguidores, situación que le atrajo reflectores, en junio del mismo año, la revista H para Hombres la invita a posar para su publicación, teniendo un impacto importante en el público de esta edición.

### Reality
En 2018 participó en la primera temporada del Reality Reto 4 Elementos donde formó parte del equipo Rojo conocido como los Renovados donde tuvo una gran participación llegando casi a la fase final después siendo eliminada.

## Proyectos

### Telenovelas
- El vuelo de la Victoria (2017)
- Clap... el lugar de tus sueños (2003-2004) .... Daniela
- Clase 406 (2002-2003) .... Guadalupe Ledesma / Vanessa Madarriaga
- Primer amor... a 1000 x hora (2000-2001) .... Itzel
- DKDA Sueños de juventud (1999-2000)

### Programas de TV
- Bailando por un sueño (2014)... Participante, Séptima eliminada, Sustituta de Vanessa Huppenkothen, Segundo Lugar
- Bailadisimo, Multimedios Televisión, Juez (2016)
- Bailadisimo, 2.ª Temporada,  Multimedios Televisión, Juez (2016)
- Bailadisimo, 3.ª Temporada, Multimedios Televisión, Juez (2017)
- Bailadisimo, 4.ª Temporada, Multimedios Televisión, Juez (2017)
- Reto 4 Elementos: Naturaleza Extrema, Televisa, Participante Equipo Renovados (2018)
- Bailadisimo, 5.ª Temporada, Multimedios Televisión, Juez (2018)

### Doblajes
- Open Season: Amigos salvajes (2006) .... Giselle